# دورنازاك
دورنازاك (بالفرنسية: Dournazac)‏ هي بلدية في مقاطعة فيين العليا في منطقة أقطانية الجديدة غرب فرنسا.